# Flowers at the scene
Flowers at the scene is het vijfde studioalbum van Tim Bowness in de tijd dat hij een platencontract heeft. Tim Bowness trad bij dit album ook als muziekproducent op met zijn maatje Steven Wilson; zij worden hier weer als het koppel no-man aangeduid, een naam die ze al sinds 2008 niet meer gebruikten. Medeproducent is Brian Hulse. Een hele ris gastmusici is op het album te horen. Op het album is bijvoorbeeld op een track Kevin Godley, ooit lid van 10cc en het duo Godley & Creme, te horen. Bowness hanteerde een werkwijze die eerder toegepast werd door bijvoorbeeld Steely Dan. Ze schreven eerst nummers op vervolgens te kijken welke muzikant(en) daar het beste bijpassen.
Het album met melancholische liedjes werd positief ontvangen binnen de niche van de artrock en ook progressieve rock. Het was onvoldoende om het in een hitlijst te krijgen.

## Musici
- Tim Bowness – zang,
- Brian Hulse – gitaar, synthesizer, programmeerwerk
- Colin Edwin – fretless bas, e-bow bas, basgitaar (1, 2, 3, 6, 7, 9, 10)
- Tom Atherton – drumstel (1)
- Alistair Murphy – arrangement voor strijkers (2) met Fran Broady (2, 11)
- Jim Matheos – gitaar (3, 5, 6)
- Ian Dixon – trompet (3, 8)
- Steven Wilson – elektronische drums (3), synthesizer (6)
- David K Jones – basgitaar (4, 8), contrabas (5)
- Dylan Howe – drumstel (4, 7)
- Peter Hammill – gitaar, achtergrondzang (6, 10)
- David Longdon – achtergrondzang, melodica, dwarsfluit (7)
- Charles Grimsdale – drumstel (8)
- Kevin Godley – achtergrondzang (11)
- Andy Partridge - gitaar (11)
- Nick Magnus – hulp bij What lies here.

## Muziek
| Nr. | Titel                                        | Duur |
| --- | -------------------------------------------- | ---- |
| 1.  | I go deeper (Bowness, Stefano Panunzi)       | 4:15 |
| 2.  | The train that pulled away (Bowness, Hulse)  | 4:04 |
| 3.  | Rainmark (Bowness)                           | 4:15 |
| 4.  | Not married anymore (Bowness, Hulse)         | 3:30 |
| 5.  | Flowers at the scene (Bowness, Hulse)        | 3:04 |
| 6.  | It’s the world (Bowness, Hulse, Jim Matheos) | 3:03 |
| 7.  | Borderline (Bowness, Roger Eno)              | 3:45 |
| 8.  | Ghostlike (Bowness, Hulse)                   | 5:08 |
| 9.  | The war on me (Bowness, Hulse)               | 3:47 |
| 10. | Killing to survive (Bowness, Hulse)          | 3:59 |
| 11. | What lies here (Bowness, Hulse)              | 4:00 |

Borderline gaat over de stoornis Borderline. Voor wat stemming is het agressieve It's the world een uitschieter, het werd dan ook meegecomponeerd door Matheos, gitarist van Fates Warning.